# ES Durbuysienne
ES Durbuysienne was een Belgische voetbalclub uit Durbuy. De club was aangesloten bij de KBVB met stamnummer 7042 en had blauw en wit als kleuren. 

## Geschiedenis
In 1933 sloot een eerste Étoile Sportive Durbuisienne zich aan bij de Belgische Voetbalbond, waar men stamnummer 1991 kreeg. De club diende in 1949 echter haar ontslag in bij de Voetbalbond en het stamnummer werd geschrapt. Een nieuw Étoile Sportive Durbuysienne sloot zich in 1966 aan bij de Voetbalbond en kreeg er stamnummer 7042 toegekend. De club hernam de blauwe en witte clubkleuren van de vorige club en voegde een ster toe aan het shirt.
De club ging in de provinciale reeksen spelen, waar het de volgende decennia bleef, vooral in Tweede en Derde Provinciale. Een laatste promotie van Derde naar Tweede Provinciale kende ES Durbuysienne in 2001, toen het de titel behaalde in Derde Provinciale. In 2003 eindigde men echter al allerlaatste in Tweede Provinciale. Men ging een fusie aan met een andere club uit de gemeente, namelijk RSC Barvautois, aangesloten met stamnummer 3008 en een seizoen eerder naar dezelfde reeks in Tweede Provinciale gedegradeerd. De fusieclub werd Royale Entente Sportive Durbuy-Barvaux genoemd en speelde verder met stamnummer 3008 van Barvautois. Stamnummer 7042 werd geschrapt.